# تيد باور
تيد باور (بالإنجليزية: Ted Power)‏ هو لاعب كرة قاعدة أمريكي، ولد في 31 يناير 1955 في غوثري في الولايات المتحدة.

## وصلات خارجية
- تيد باور على موقعبيزبول رفرنس.كوم (الدوري الرئيسي) (الإنجليزية)
- تيد باور على موقعبيزبول رفرنس.كوم (الدوري الثانوي) (الإنجليزية)